# Пътека на апалачите
Пътека на апалачите е маркирана туристическа пътека в САЩ между Спрингър Маунтин в Джорджия и планината Катадин в Мейн. Дължината и е 3500 километра (2200 мили), но тя се променя с времето, защото някои части се модифицират или променят. Това е най-дългата поддържана турситическа пътека в света. Повече от 2 милиона туристи всяка година преминават поне някоя част от нея.
Идеята за пътеката възниква през 1921 година, като е завършена през 1937 след повече от десетилетие работа, въпреки че подобренията и промените продължават. Поддържа се от повече от 31 планински клуба и организации, сред които Служба на националните паркове на САЩ и Горска служба на Съединените щати.
По-голямата част от пътеката е в гори или диви земи, въпреки че някои части преминават през градове, пътища и ферми. Пътеката преминава през 14 щати: Джорджия, Северна Каролина, Западна Вирджиния, Мериленд, Пенсилвания, Ню Джърси, Ню Йорк, Кънектикът, Масачузетс, Върмонт, Ню Хемпшир и Мейн.
Обикновено голяма част от планинарите опитват да изминат цялата пътека в рамките на един сезон, като броят на опитващите да го направят нараства през последните години. Много книги, документални филми, уебсайтове и фен организации са посветени на преминаването по пътеката. Някои туристи преминават от единия до другия край, след което се обръщат и изминават пътеката по обратния път, известно като „йо-йо“.
Пътеката на Апалачите е част от Тройната корона – отличие, което получават хората, направили трите най-дълги прехода в САЩ: Тихоокеанския хребетен път, Пътеката на Апалачите и Континенталния преход.
Най-високата точка по пътя е връх Клингманс Дом – 2025 метра.